# Castro de Santa Trega
Castro de Santa Trega  je galicijska utrdba in arheološko najdišče na pobočjih gore Santa Trega. Na 341 metrih nadmorske višine lahko utrdbo najdemo v jugozahodni galicijski občini A Guarda (Pontevedra). Najdišče ima strateško lego s pogledom na ustje reke  Miño. Pripada kulturi Castro in je najbolj simbolična in obiskana galicijska utrdba. Leta 1931 je bila razglašena za nacionalni zgodovinsko-umetnostni spomenik (Monumento Histórico Artístico Nacional) in velja tudi za kulturno zanimiv kraj (Bien de Interés Cultural: BIC). Kmalu po začetku romanizacije Galicije leta 100 pr. n. št. se je začela naselitev, ki je trajala do leta 100 n. št.

## Arheološka izkopavanja
Leta 1862 je bilo prvo zabeleženo arheološko odkritje bronasta skulptura Herkula, ki so jo našli kamnoseki. Prve pisne navedbe o ruševinah najdemo v arheoloških zapiskih Ramóna Lópeza Garcíe (1864) in tudi v delu Manuela Murguía Zgodovina Galicije (1888), v katerem nariše povezavo med ruševinami in keltsko galskimi plemeni. Leta 1912 je bilo v A Guardi ustanovljeno društvo Pro-Monte Santa Tecla. Od leta 1914 do 1923 je bil direktor arheoloških izkopavanj Ignacio Calvo. Bil je prvi, ki je najdišče imenoval 'Citania' (utrjeno mesto) in prvi, ki je govoril o možnosti identifikacije mesta z mitsko goro Medulio, kjer so klasični pisci legendarni in junaški zadnji galaecijski odpor postavili proti Rimljanom. Med letoma 1928 in 1933 je Cayetano de Mergelina y Luna, profesor na Univerzi v Valladolidu, vodil vrsto arheoloških kampanj z uporabo nekaterih najnaprednejših metod v tistem času. Kampanje so se osredotočale predvsem na zahodno pobočje in razkrile so veliko število hiš in drugih zgradb. Med letoma 1933 in 1979 je bilo najdišče popolnoma opuščeno, čeprav je bilo leta 1931 razglašeno za nacionalni spomenik. Leta 1983 je arheolog Antonio de la Peña Santos ob ekonomski podpori galicijske vlade in občinske vlade A Guarde vodil skupino iz Muzeja Pontevedra, ki je začela sistematično izkopavati najdišče. Ta izkopavanja so bila koncentrirana predvsem v severnem kotu naselja. Strukture, odkrite med temi izkopavanji, skupaj s tistimi, odkritimi v prejšnjih akcijah, je istega leta utrdila skupina pod vodstvom Montserrat García Lastra Merino.

## Castro naseljenci
Po mnenju klasičnih avtorjev, kot so Plinij starejši, Pomponij Mela, Apijan in Ptolemaj, je jugozahodni kotiček današnje Galicije naseljevala skupnost Grovii ali Grovios, najpomembnejše mesto pa sta bila Castellum Tyde ali Tude (danes Tui). Arheološke najdbe kažejo, da bi imelo mesto podobne velikosti; bili bi mirroljubni in bi podpirali agrarno gospodarstvo z določeno kupno in trgovsko močjo (kar dokazuje številčnost tujih izdelkov).

## Opis
Santa Trega je "Castro-rimsko" naselje. Naseljeno je bilo med letoma 100 pr. n. št. in 100 n. št. v obdobju, ko se je proces romanizacije severozahoda Iberskega polotoka že začel. Kljub temu gradbeni sistem odraža tehnike, ki spoštujejo Castro tradicijo in je bil rimski vpliv zelo majhen. V tem slogu prevladuje uporaba krožnih struktur. Doslej je bil izkopan le majhen odstotek ocenjene velikosti naselja. Trenutno je za obiskovalce odprt le severni del, izkopan v 80. letih in nekatere strukture na vrhu gore. Meji na obzidje, ki obdaja odsek dolg več kot 700 metrov sever-jug s 300 m vzhod-zahod. Vendar te meritve niso potrjene kot točne.

## Obzidje
Postavitev obzidja označuje mejo naselja glede na okolico, namesto da bi imelo obrambno ali odvračilno funkcijo. Stena je narejena iz kamnov, okrepljenih z glino, največje debeline 160 cm in nima temeljev.

## Kamnite stavbe
Razen nekaj izjem so skoraj vse kamnite konstrukcije samostojna stanovanja s krožnimi ali ovalnimi temelji. Primer teh izjem je nekaj hiš s pravokotnim tlorisom, ki imajo večinoma obokane vogale. Debelina sten stanovanj je običajno precej enotna, v povprečju približno 40 centimetrov, kar predstavlja bolje zaključeno steno navzven. Velika večina teh hiš je majhnih dimenzij in sedi neposredno na podlagah, njihove stene pa so prekrite z apneno in peščeno malto. Ugotovljene sledi pigmentacije kažejo, da bi bil omet na stenah obarvan v različnih barvah. Mnoga stanovanja imajo predprostor, ki ga strokovnjaki ocenjujejo kot znak sredozemskega vpliva, prilagojenega ohranjanju značilnosti avtohtone gradnje. Ugotovljeno je bilo veliko monolitnih podbojev in preklad, okrašenih s prepletenimi geometrijskimi oblikami in vrvi podobnimi letvami. Poleg tega so bili v stenah vgrajeni valjasti monolitni bloki majhnih dimenzij, okrašeni z geometrijskimi oblikami, kot so spirale, triskelioni, keltske vrtnice ali vzorci vetrnic. Drugi elementi, kot so podstavki, imajo poleg predstav živali, podobne dekoracije. Kar zadeva strešno konstrukcijo, arheološke najdbe ne podpirajo tradicionalno opazovanega sistema stožčaste strehe, podprte s centralnim stebrom. Na mestu, kjer bi našli luknjo za pritrditev osrednjega stebra, so arheologi namesto tega razbrali dokaze o lareirah ali ognjiščih, ki kažejo na strešni sistem, ki porazdeli težo neposredno na stene in ne na steber. Vse kamnite konstrukcije, odkrite v Castro de Santa Trega, niso služile stanovanjskemu namenu. Zdi se zlasti, da so ena vrsta stavb skladišča, ki imajo manj dovršeno in manj skrbno gradnjo kot sosednje hiše. Znotraj teh stavb so našli ostanke amfor, mlin, rezbarije v kamnu itd. Za urbano porazdelitev naselja so značilne skupine stavb, ki tvorijo individualizirane grozde. Ti grozdi so znani kot »družinske ali gospodinjske enote« in jih tvorijo stanovanja in skladišča, postavljena okoli majhnega, pogosto tlakovanega, skupnega dvorišča. Urbanistično načrtovanje mesta vključuje zapleteno mrežo kanalizacijskih kanalov za deževnico, ki so pod potmi, včasih pa tudi na površini, oblikovani na osnovni skali in pokriti s ploščami. Včasih so vode pretakali v zbiralnike, vgrajene v skalo in jih pokrivali z vremensko odporno malto.

## Petroglifi
Dokaz človeške prisotnosti približno 2000 let pred gradnjo naselja potrjujejo petroglifi ali kamnite gravure, ki so ostale na različnih lokacijah na tem območju. Mnogi od teh petroglifov so bili skriti s strukturami, postavljenimi med gradnjo utrdbe. Laja del Mapa, znana tudi kot Laja Sagrada [sveta skala], je bolj znana od še vedno vidnih geometrijskih predstavitev. Na najvišjem delu hriba je gravura sestavljena iz različnih spiral, koncentričnih krogov in približno vzporednih črt. Očitno je, da te gravure nimajo nobene zveze s trdnjavo, saj so plod družbe, ki se je razvila 2000 let prej, v zadnji fazi galicijskega neolitika.

## Odkritja
Tako kot v mnogih galicijskih utrdbah so našli veliko keramike. Obstajajo primeri tako avtohtone keramike, prepoznane po temni pasti, ki je oblikovana ročno ali s počasnim kolesom, kot tudi vrste keramike, značilne za rimsko dobo. Veliko je bilo tudi odkritih kosov rimskega stekla v številnih oblikah in barvah ter celo steklenih ogrlic in žetonov za igre. Kar zadeva kovinske artefakte, so odkrili koščke loncev, bronastih situl in nožev z ravnim rezilom. Dokaze o zlatarstvu so našli tudi v dveh pozlačenih ogrlicah.